# Anne Margrethe Qvitzow
Anne Margrethe Qvitzow, född 1652, död 1700, var en dansk poet, översättare och memoarförfattare, under sin levnad välkänd för sin lärdom. 
Hon var dotter till den adlige officeren Erik Qvitzow (1616-78) och Susanne Juel (död 1685). 
Hennes memoarer i brevform över sin barndom och uppväxttid anses ge en värdefull beskrivning av uppfostran hos en lärd kvinna under denna epok. Hon författade breven om sitt liv på latin 1673 på uppmaning av Otto Sperling d.y., som författade ett verk om lärda kvinnor. Brevsamlingen förvaras i Det Kungliga Bibliotek. Hon var utbildad i tyska, danska, latin, franska, konst, grammatik, logik, retorik, geometri, astronomi, aritmetik och musikvetenskap och klassikerna. 
Hon översatte även en del verk. Hon höll inte med om att hennes lärdom var häpnadsväckande, som det sades, utan hävdade att alla kvinnor kunde lära sig samma saker om de fick samma utbildning som hon: “hvis kvinderne havde førere, de kunne stole på, ville de betræde lærdommens vej lige så tit og gerne som mændene”. 
Hon gifte sig 1676 med Christian von Pappenheim. 1685 författade hon en dikt över Ove Rosenkrantz Axelsen. 
Hon omnämndes i samtida skrifter om "lärda kvinnor", så.k. gynæcéer, och nämndes av Matthias Schacht, Albert Thura och Fr. Chr. Schønau. Erik Pontoppidan kallade henne “Heroina longe eruditissima” och jämförde henne med Anna Maria van Schurman.